# Ligne principale Senmō
La ligne principale Senmō (釧網本線, Senmō-honsen) est une ligne ferroviaire de la compagnie JR Hokkaido située sur l'île de Hokkaidō au Japon. Elle relie la gare d'Abashiri à Abashiri à la gare de Higashi-Kushiro à Kushiro.

## Histoire
La gare de Minami-Teshikaga (B63) est fermée le 14 mars 2020 tandis que la gare de Minami-Shari (B70) est fermée le 13 mars 2021.

## Caractéristiques

### Ligne
- longueur : 166,2 km
- écartement des voies : 1 067 mm
- nombre de voies : 1
- électrification : non
- vitesse maximale : 80 km/h

### Services et interconnexions
La ligne est empruntée par des trains de type Local et par le train Rapid Shiretoko-Mashu (appelé Rapid Shiretoko jusqu'en mars 2018).
A Higashi-Kushiro, tous les trains continuent jusqu'à Kushiro via la ligne principale Nemuro. A Abashiri, quelques trains continuent jusqu'à Kitami via la ligne principale Sekihoku.

### Liste des gares
À l'exception de la gare d'Abashiri, les gares sont identifiées par la lettre B.
| Numéro | Gare             | Nom japonais | Distance (km) | Correspondances                         | Localisation    | Localisation               |
| ------ | ---------------- | ------------ | ------------- | --------------------------------------- | --------------- | -------------------------- |
| A69    | Abashiri         | 網走         | 0             | JR Hokkaido : Sekihoku (interconnexion) | Abashiri        | Sous-préfecture d'Okhotsk  |
| B79    | Katsuradai       | 桂台         | 1,4           |                                         | Abashiri        | Sous-préfecture d'Okhotsk  |
| B78    | Masuura          | 鱒浦         | 6,2           |                                         | Abashiri        | Sous-préfecture d'Okhotsk  |
| B77    | Mokoto           | 藻琴         | 8,7           |                                         | Abashiri        | Sous-préfecture d'Okhotsk  |
| B76    | Kitahama (ja)    | 北浜         | 11,5          |                                         | Abashiri        | Sous-préfecture d'Okhotsk  |
| B75    | Genseikaen       | 原生花園     | 16,9          |                                         | Koshimizu       | Sous-préfecture d'Okhotsk  |
| B74    | Hama-Koshimizu   | 浜小清水     | 20,1          |                                         | Koshimizu       | Sous-préfecture d'Okhotsk  |
| B73    | Yamubetsu        | 止別         | 25,8          |                                         | Koshimizu       | Sous-préfecture d'Okhotsk  |
| B72    | Shiretoko-Shari  | 知床斜里     | 37,3          |                                         | Shari           | Sous-préfecture d'Okhotsk  |
| B71    | Naka-Shari       | 中斜里       | 41,9          |                                         | Shari           | Sous-préfecture d'Okhotsk  |
| B69    | Kiyosatochō      | 清里町       | 49,2          |                                         | Kiyosato        | Sous-préfecture d'Okhotsk  |
| B68    | Sattsuru         | 札弦         | 57,0          |                                         | Kiyosato        | Sous-préfecture d'Okhotsk  |
| B67    | Midori           | 緑           | 65,3          |                                         | Kiyosato        | Sous-préfecture d'Okhotsk  |
| B66    | Kawayu-Onsen     | 川湯温泉     | 79,8          |                                         | Teshikaga       | Sous-préfecture de Kushiro |
| B65    | Biruwa           | 美留和       | 87,0          |                                         | Teshikaga       | Sous-préfecture de Kushiro |
| B64    | Mashū            | 摩周         | 95,7          |                                         | Teshikaga       | Sous-préfecture de Kushiro |
| B62    | Isobunnai        | 磯分内       | 110,4         |                                         | Shibecha        | Sous-préfecture de Kushiro |
| B61    | Shibecha         | 標茶         | 121,0         |                                         | Shibecha        | Sous-préfecture de Kushiro |
| B59    | Kayanuma         | 茅沼         | 134,9         |                                         | Shibecha        | Sous-préfecture de Kushiro |
| B58    | Tōro             | 塘路         | 141,9         |                                         | Shibecha        | Sous-préfecture de Kushiro |
| B57    | Hosooka          | 細岡         | 149,1         |                                         | Kushiro (bourg) | Sous-préfecture de Kushiro |
| B56    | Kushiroshitsugen | 釧路湿原     | 151,5         |                                         | Kushiro (bourg) | Sous-préfecture de Kushiro |
| B55    | Tōya             | 遠矢         | 158,8         |                                         | Kushiro (bourg) | Sous-préfecture de Kushiro |
| B54    | Higashi-Kushiro  | 東釧路       | 166,2         | JR Hokkaido : Nemuro (interconnexion)   | Kushiro (ville) | Sous-préfecture de Kushiro |

## Matériel roulant

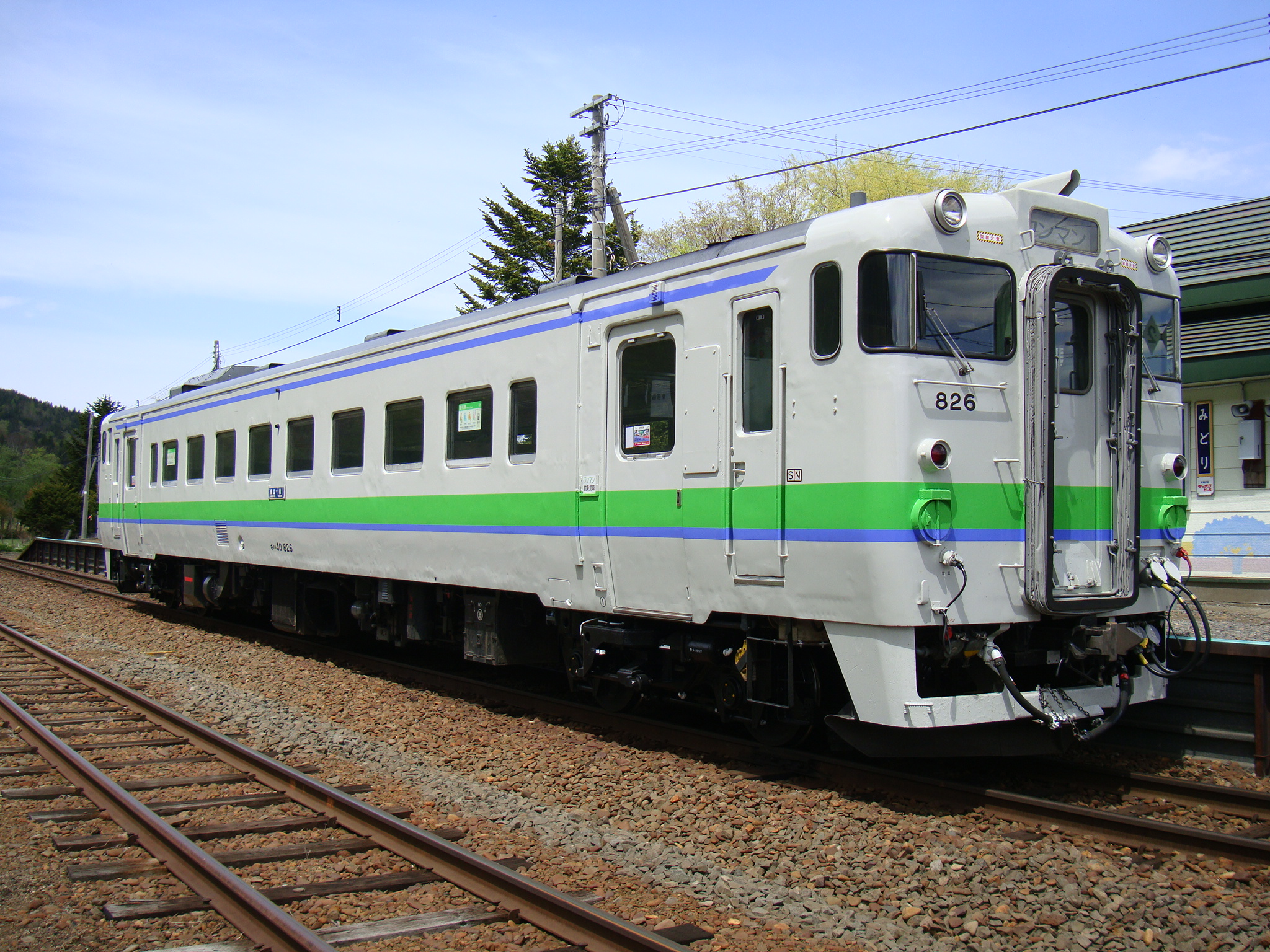
JR série KiHa 40
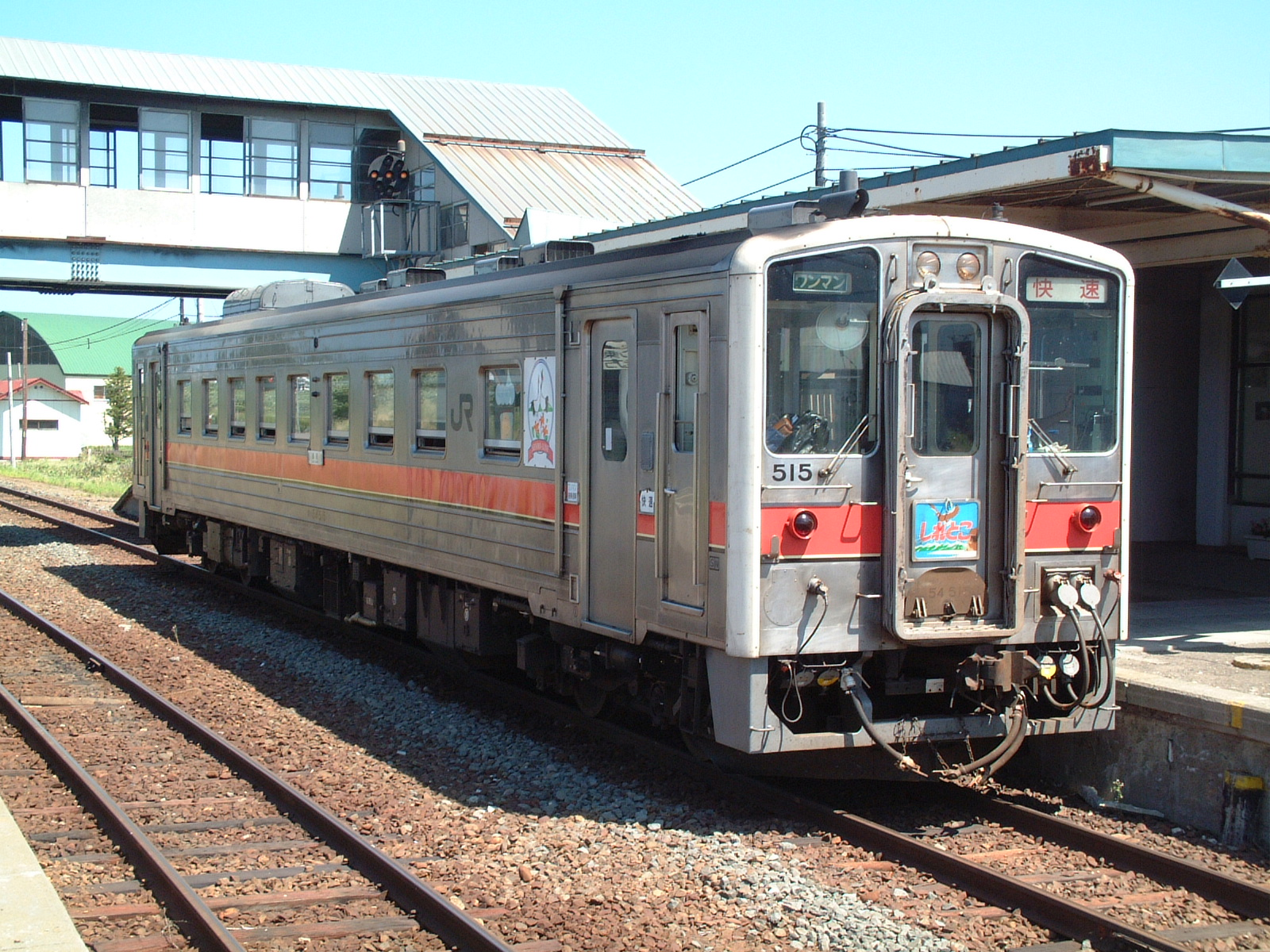
JR série KiHa 54